# Zui quan
 (janvier 2017).
Si vous disposez d'ouvrages ou d'articles de référence ou si vous connaissez des sites web de qualité traitant du thème abordé ici, merci de compléter l'article en donnant les références utiles à sa vérifiabilité et en les liant à la section « Notes et références ».
 (janvier 2017).
Améliorez-le ou discutez des points à vérifier. 
Zui quan  (zuì quán / 醉拳 "le poing ivre", aussi traduit parfois en boxe de l'homme ivre) est un des styles de kung-fu dont les gestes ont été inspirés par une personne ivre.
Huit Immortels auraient, selon la légende, créé la Boxe de l'Homme Ivre afin de faire croire aux potentiels agresseurs qu'un moine totalement ivre était tout aussi redoutable.
La grande particularité du style est de trouver sa force, le courage et la capacité de faire très mal, dans la faiblesse du pratiquant, par l'utilisation du déséquilibre de son propre corps, et la non résistance aux saisies de l'adversaire ainsi que par l'identification à une personne ivre (on chante en titubant, on tient des propos incohérents, pour désorienter l'autre).

## Origine
L'antiquité connaissait une forme de danse de l'ivresse Zui Wu (selon le Jinbi Shilei).
Celle-ci est signalée pour la première fois dans le Quanjing Quanfa Beiyao un ouvrage rédigé entre les Ming (1368-1644) et les Qing (1644-1912) qui en transcrit le chant des huit immortels (Zui Baxian Quange) :
"À première vue, il semble ivre, mais en fait il est sobre ; 

Sous l'apparence de cette ivresse on discerne clairement l'état réel.

En fusion, les 8 immortels ne deviennent qu'un. Réunis, leurs points forts et leurs faiblesses, leurs fermetés et leurs souplesses se complètent.

Il inspire et sur une expiration s'incline en arrière et tombe le dos à terre, serrant une jarre dans ses bras ;

Sous l'alcool, Han Zhongli exécute la danse de l'ivresse avec son éventail.

L'immortel ivre Guolao se déplace à califourchon sur sa mule montée à l'envers.

La tête lourde et le pas léger, il semble ivre comme s'il marchait dans la boue ;

Le troisième immortel Xiangzi joue de sa flûte de fer.

N'étant sûr ni de sa gauche ni de sa droite, ne faisant pas de différence entre le haut et le bas ;

Voilà le boiteux ivre, dit Li l'immortel à la béquille de fer.

Celui qui adore faire sonner ses castagnettes, l'esprit mélancolique ;

Cao Guojiu vêtu comme au petit matin exécute sa danse de l'ivresse. […]"

### Les huit immortels (Ba Xian)
La boxe de l'homme ivre, dans son expression de combat, peut comporter plusieurs styles et plusieurs enchaînements (appelés taolu ou traoru) bien distincts selon son courant (c’est-à-dire, Shaolin du Nord ou du Sud ou encore d'autres courants qui n'ont pas forcément de lien avec Shaolin), et chacun de ces styles représente le style de combat adopté par l'un des huit immortels.
Ces huit divinités taoïstes sont sept hommes et une femme qui, durant leur vie, acquirent une grande sagesse, ainsi que des pouvoirs magiques, dont celui de l'immortalité. Toujours ivres ou prêts à l'être, ils sont représentés partout, dans les temples et dans les maisons, par les artistes ou par les artisans. Un objet est attribué à chacun ce qui permet de les identifier sans difficulté.
Sous les Song, les peintres commencèrent à les représenter en groupe joyeux. Sous les Yuan, ils inspirèrent les auteurs dramatiques. Enfin, au XVIIe siècle, Wu Yuantai rédigea leur histoire dans "Pérégrination vers l'est".
« Ils arrêtèrent leur nuage en bordure du rivage pour observer ce qui se passait en bas : les flots roulaient leurs crêtes écumeuses avec une violence à vous donner le frisson. "Il serait indigne de nos talents d'immortels de traverser cette étendue sur un nuage, lança Lu Dongbin. Nous devrions franchir les vagues chacun sur son objet de prédilection et traverser les flots à la seule force de nos pouvoirs surnaturels." Tieguai entra le premier, à cheval sur sa béquille, et il se laissa porter par le flux jusqu'à la rive opposée. Zhongli traversa sur son chasse-mouche ; Guolao, sur sa mule en papier ; Dongbin, sur une flûte ; Xiangzi, dans son panier à fleurs ; Xiangu, sur une nasse de bambou ; Caihe, sur ses cliquettes et Guojiu, sur son insigne de jade. »
- Zhongli Quan, est souvent représenté grassouillet, la robe échancrée sur un ventre nu. On le reconnaît à l'éventail qui lui sert à ranimer les âmes des morts.
- Li Tieguai, représenté avec un bâton et une calebasse, était un mendiant très habile en connaissances magiques taoïstes. Il est le patron des pharmaciens.
- Lan Caihe, homme ou femme, selon les croyances, vécut sous les Tang. Il/elle déambule dans les rues en chantant à tue-tête, vêtu(e) d'une robe bleue et d'une seule chaussure. Il/elle porte toujours un panier de fleurs.
- He Xiangu, fille de commerçant, aurait vécu au VIIe siècle (Tang). Une pêche[pas clair] la rendit immortelle. Elle vécut en ermite, cachée dans les montagnes, se nourrissant de nacre et des rayons de lune. Menacée par un démon, elle fut sauvée par Lü Dongbin. He Xiangu disparut lorsque l'impératrice Wu Zetian la convoqua à sa cour. Elle est représentée une fleur de lotus à la main.
- Lü Dongbin, futur fonctionnaire, renonça à sa carrière après un rêve qui lui en montra toutes les futilités. Son attribut est une épée dont Zhongli Quan lui apprit le maniement.
- Han Xiangzi, neveu du lettré Han Yu, il vécut au IXe siècle sous les Tang. Son maître fut Lü Dongbin. Il l'initia en l'obligeant à monter dans un pêcher. Han Xiangzi tomba et devint immortel. Il ne se sépare jamais de sa flûte. Il est le patron des musiciens.
- Zhang Guolao, se déplaçait sur un âne blanc. Quand il n'avait plus besoin de sa monture, il la pliait comme un simple morceau de papier. Il est souvent présenté avec un tambour cylindrique (yugu). C'est le patron des peintres et calligraphes.
- Cao Guojiu, prince de la famille impériale de la dynastie Song. Il aurait vécu au Xe siècle. On le reconnaît à ses habits de cour et à la paire de castagnettes qu'il tient à la main. Il est le dieu protecteur des acteurs.

## Technique
Ce style comporte huit Taolu (enchaînements à mains nues), ainsi qu'un taolu pour chaque arme suivante : l'épée (Zuijian), le bâton (Zui Gun), la lance (Zui Mao), le sabre (Zui Dao) et l'éventail (Zui shan).
Chaque enchaînement a une spécificité martiale et un mimétisme différent selon l'Immortel dont il s'inspire. Tantôt les mains et les coudes seront les parties du corps les plus utilisées, tantôt les pieds, tantôt les chutes sont mises en avant, etc.
La personnalité représentée de chaque Immortel rend l'exécution des Taolu très théâtrale. Par exemple, on distingue clairement le handicap de l'Immortel au pied bot (Li Tieguai) : son Taolu se pratique surtout en ne sollicitant qu'une seule jambe, que ce soit en marchant, dans les sauts ou bien au sol. Han Xiangzi fait mine de jouer de la flûte tout au long de son enchaînement. He Xiangu, dont la féminité est clairement exposée dans son Taolu, utilise de nombreux déhanchements, une tenue de main imitant un miroir. Elle se sert également de ses doigts, de ses ongles et de ses coudes.
Malgré leurs différences, toutes ces formes ont en commun d'être très riche en techniques de Kangoshi (saisies et luxations des articulations), en techniques de coudes, de pieds et de balayages en tous genres. Des mouvements secs, toniques et rapides avec une totale lucidité et précision alternent avec des mouvements de décontraction très souples et simulant l'ivresse.
Il peut arriver qu'un maître de Zui Quan demande parfois à son disciple de pratiquer après avoir consommé de l'alcool pour expérimenter réellement la sensation de l'ivresse, mais ce n'est pas une condition sine qua non de la pratique.
L'école de la boxe ivre des huit Immortels a perduré jusqu'à aujourd'hui malgré un développement resté limité. Les Zui Quan que l'on peut trouver aujourd'hui en Chine Populaire sont des créations récentes plus acrobatiques que les pratiques traditionnelles et tournées exclusivement vers le spectacle.

### L'homme ivre dans le Manchuria Kung Fu

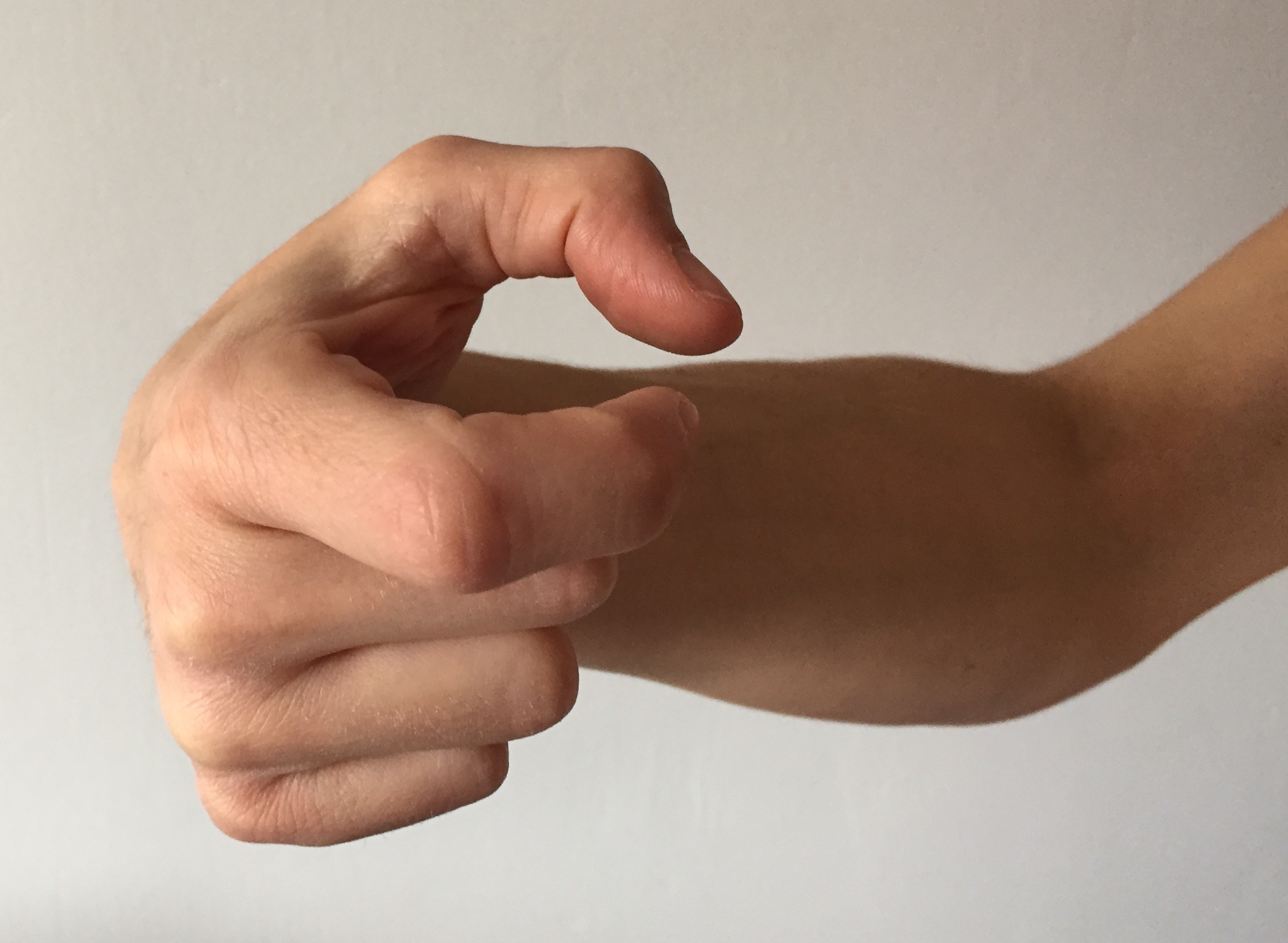
La position des doigts du pratiquant du style de l'homme ivre.

Le style de l'homme ivre est un des douze styles de combat à mains nues du Manchuria Kung Fu. Il se caractérise par son état de flottement (tel un roseau soumis au vent), son instabilité dans les déplacements et son état d’esprit d’inconscience. En outre, c'est un style très acrobatique et très souple (comme le style du singe, avec lequel il partage la position de la main). Ces caractéristiques rendent ce style imprévisible et trompeur. En effet, d'apparence faible, l'homme ivre est en réalité puissant : il ne retient pas ses coups et ses attaques sont toujours très efficaces. À noter que dans ce style les techniques de coups de coudes et de genoux sont nombreuses.

## Dans la culture

### Personnalités
- Jackie Chan dans Le Maître chinois (1978), puis dans Combats de maître 2 (1994) et Le royaume Interdit (2008).
- Vincent Zhao dans le film True Legend de Yuen Woo-ping.
- Yanin Vismitananda dans le film Raging Phoenix utilise ce style qui appelé Melayout contre ses adversaires.
- Jet Li dans le combat final de Claws of Steel.
- Tony Jaa dans le film Ong Bak 2 en utilise une version mixée avec du Muay Thaï lors d'un combat contre les esclavagistes.
- Flavor Flav dans le jeu vidéo Def jam fight for New York
- Neo dans le film Matrix apprend cette technique parmi d'autres

### Personnages imaginaires
- Shun Di, personnage de jeu vidéo de la série Virtua Fighter.
- Brad Wong, personnage de jeu vidéo de la série Dead or Alive.
- Bo'Raï Chô , personnage de jeu vidéo de la série Mortal Kombat.
- Lei Wulong, personnage de la série de jeu Tekken (à partir de Tekken 2, en fait) pratique également le Zui quan, dans le style de Jackie Chan.
- Chin Gentsai, personnage de jeu vidéo de la série King of Fighters, pratique dans le style de ""Sam the Seed", maître de Jackie Chan dans le 1er film.
- Rock Lee, un personnage du manga Naruto, dans l'épisode 124 contre Kimimaro (mais il ne le pratique pas normalement : il était vraiment ivre à ce moment).
- Bacchus Glow, un personnage du manga Fairy tail qui pratique la technique du faucon ivre lors du grand tournoi inter magique
- Jackie Chun, qui est en fait Tortue Géniale, dans le manga Dragon Ball, utilise cette technique "Sui Ken" contre Son Goku lors du 21e Tenkaichi Budokai (Premier Tournoi des Arts Martiaux de la série Dragon Ball) (Épisode 26 de l'animé).
- Dans Gosei Sentai Dairanger, Kazu / KirinRanger utilise une variante de cet art.
- Ranma Saotome l'utilise dans l'épisode 21 (Qui Sera Roméo) de la 2e saison de Ranma ½, alors qu'il est en Ranma-Chan.
- Michel, un personnage du dessin animé et de la bande dessinée Petit Vampire, dans "Petit Vampire fait du kung-fu!".
- Gen, personnage de la série de jeux vidéo Street Fighter.
- Jamie, personnage inédit apparu au lancement du jeu vidéo Street Fighter 6.
- Le héros du jeu vidéo Jade Empire Peut également pratiquer ce style de combat, s'il s'associe à Hou le Soumis, un ancien maître du genre.
- Dans le film Matrix, Néo est formé au Zui quan (traduit par "Drunken Boxing") durant son entraînement sur le Nebuchadnezzar, via une implantation directe dans son cerveau.
- Dans le jeu vidéo One Finger Death Punch, le personnage principal peut être amené à utiliser ce style de combat dans certains niveaux.
- Jiya, dans le manga Katsuraakira.
- Dans l'épisode 8 de la série Iron Fist , Danny se retrouve face à un adversaire pratiquant le Zui quan.